# Manois
Manois est une commune française située dans le département de la Haute-Marne, en région Grand Est.

## Géographie
Manois est une commune située en France, dans le département de la Haute-Marne, en région Grand Est.
| Reynel     |               | Humberville |
| Rimaucourt | Manois        | Saint-Blin  |
|            | Ecot-la-Combe |             |

### Hydrographie
La commune est dans la région hydrographique « la Seine de sa source au confluent de l'Oise (exclu) » au sein du bassin Seine-Normandie. Elle est drainée par la Manoise, le cours d'eau 01 de Manois, le Fossé 01 du Petit Paradis, la Manoise et le ruisseau de Rampont,.
La Manoise, d'une longueur de 13 km, prend sa source dans la commune de Orquevaux et se jette  dans la Sueurre à Vignes-la-Côte, après avoir traversé six communes. Les caractéristiques hydrologiques de la Manoise sont données par la station hydrologique située sur la commune d'Humberville. Le débit moyen mensuel est de 0,783 m3/s. Le débit moyen journalier maximum est de 17,6 m3/s, atteint lors de la crue du 30 décembre 2001. Le débit instantané maximal est quant à lui de 19,8 m3/s, atteint le même jour.

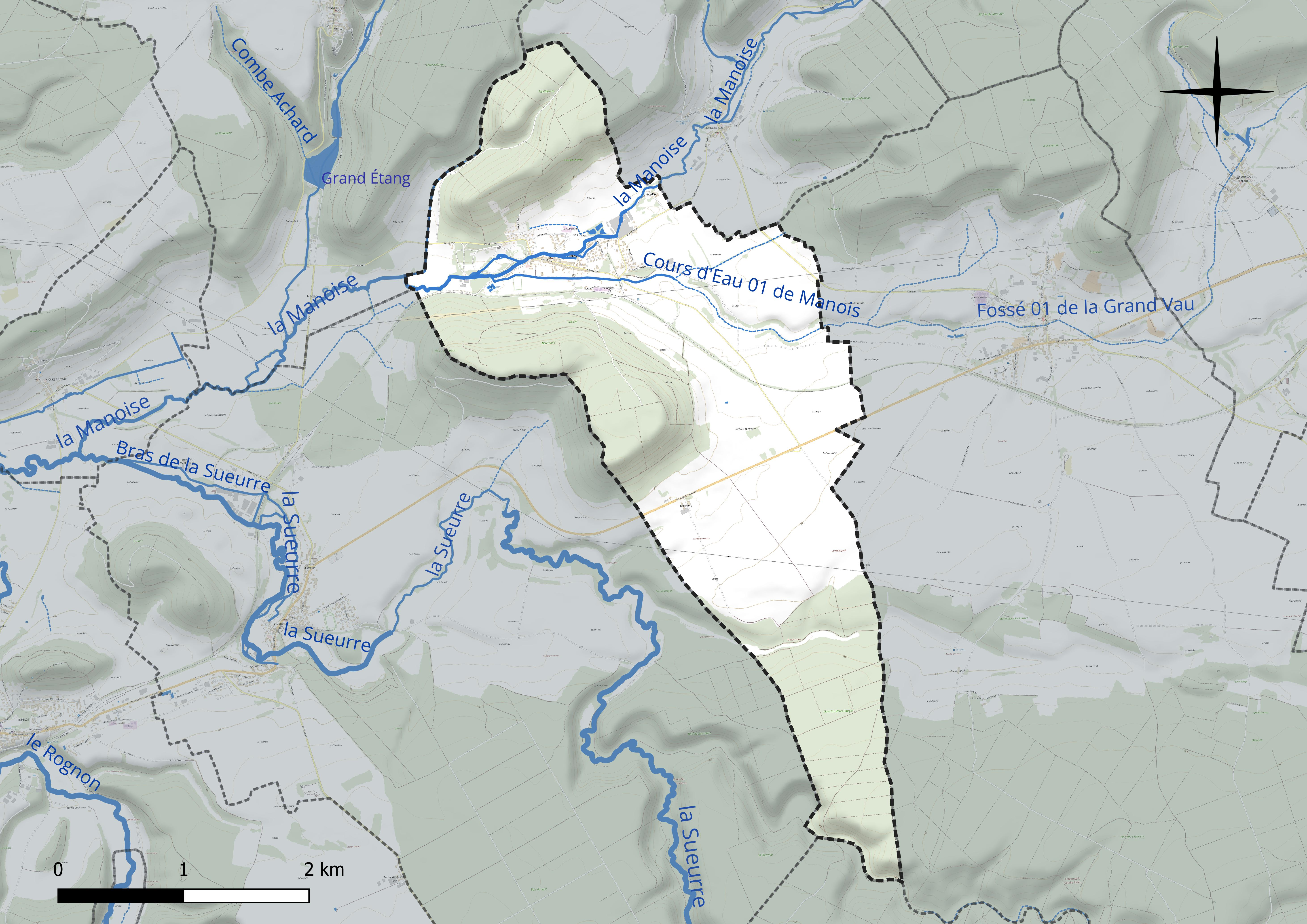
Réseau hydrographique de Manois.

### Climat
Pour des articles plus généraux, voir Climat du Grand Est et Climat de la Haute-Marne.
En 2010, le climat de la commune est de type climat de montagne, selon une étude du Centre national de la recherche scientifique s'appuyant sur une série de données couvrant la période 1971-2000. En 2020, Météo-France publie une typologie des climats de la France métropolitaine dans laquelle la commune est exposée à un climat océanique altéré et est dans la région climatique  Lorraine, plateau de Langres, Morvan, caractérisée par un hiver rude (1,5 °C), des vents modérés et des brouillards fréquents en automne et hiver. 
Pour la période 1971-2000, la température annuelle moyenne est de 9,8 °C, avec une amplitude thermique annuelle de 16,4 °C. Le cumul annuel moyen de précipitations est de 1 007 mm, avec 13,8 jours de précipitations en janvier et 10,2 jours en juillet. Pour la période 1991-2020, la température moyenne annuelle observée sur la station météorologique de Météo-France la plus proche, « Busson_sapc », sur la commune de Busson à 6 km à vol d'oiseau, est de 10,1 °C et le cumul annuel moyen de précipitations est de 1 085,5 mm. 
La température maximale relevée sur cette station est de 39,1 °C, atteinte le 25 juillet 2019 ; la température minimale est de −17,7 °C, atteinte le 5 janvier 1995,,. 
Les paramètres climatiques de la commune ont été estimés pour le milieu du siècle (2041-2070) selon différents scénarios d'émission de gaz à effet de serre à partir des nouvelles projections climatiques de référence DRIAS-2020. Ils sont consultables sur un site dédié publié par Météo-France en novembre 2022.

## Urbanisme

### Typologie
Au 1er janvier 2024, Manois est catégorisée commune rurale à habitat dispersé, selon la nouvelle grille communale de densité à sept niveaux définie par l'Insee en 2022.
Elle est située hors unité urbaine. Par ailleurs la commune fait partie de l'aire d'attraction de Chaumont, dont elle est une commune de la couronne,. Cette aire, qui regroupe 112 communes, est catégorisée dans les aires de 50 000 à moins de 200 000 habitants,.

### Occupation des sols
L'occupation des sols de la commune, telle qu'elle ressort de la base de données européenne d’occupation biophysique des sols Corine Land Cover (CLC), est marquée par l'importance des territoires agricoles (52 % en 2018), en diminution par rapport à 1990 (53,7 %). La répartition détaillée en 2018 est la suivante : 
forêts (43,5 %), terres arables (27,6 %), prairies (24,5 %), zones urbanisées (4,4 %). L'évolution de l’occupation des sols de la commune et de ses infrastructures peut être observée sur les différentes représentations cartographiques du territoire : la carte de Cassini (XVIIIe siècle), la carte d'état-major (1820-1866) et les cartes ou photos aériennes de l'IGN pour la période actuelle (1950 à aujourd'hui).

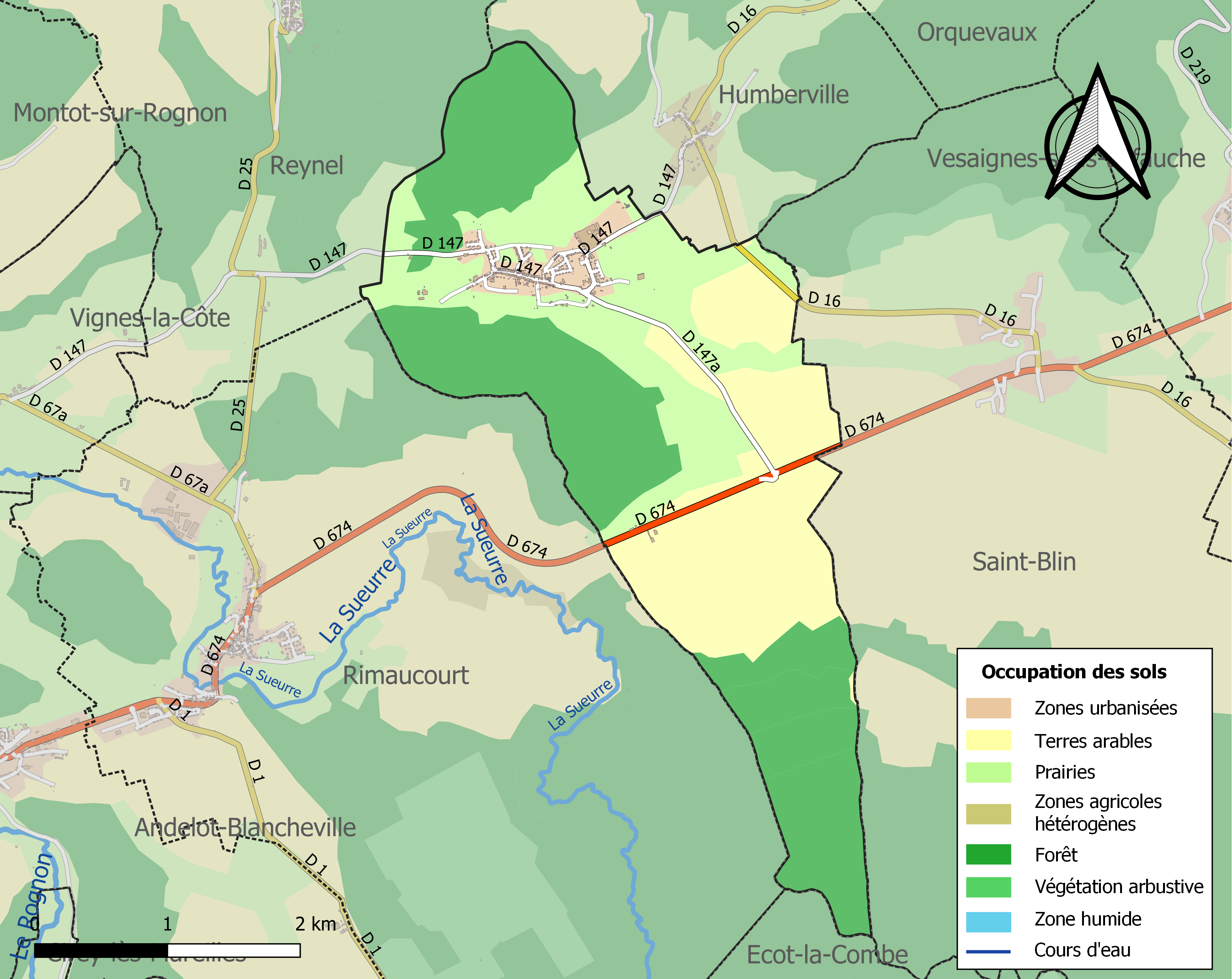
Carte des infrastructures et de l'occupation des sols de la commune en 2018 (CLC).

## Toponymie
Le nom de la localité est attesté sous les formes Mannes (1122) ; Manesium (XIIIe siècle) ; Mennoys (1216) ; Manois (1402) ; Manoix (1443) ; Manoys (1700) ; Manoist (1770) ; Mannois (1787).

Issu du latin manu ipsa « de sa propre main », du vieux français maneis « aussitôt, à l'instant, sur le champ ». Son nom est difficile à déterminer, précisément son origine. Il se peut qu'il dérive d'un nom de lieu, d'un surnom ou d'un métier.

## Politique et administration
| Période                                  | Période  | Identité            | Étiquette | Qualité |
| ---------------------------------------- | -------- | ------------------- | --------- | ------- |
| mars 2001                                |          | Jean-Marie Sido     |           |         |
| mars 2008                                | En cours | Jean-Claude Caboche |           |         |
| Les données manquantes sont à compléter. |          |                     |           |         |

## Population et société

### Démographie

#### Évolution démographique
L'évolution du nombre d'habitants est connue à travers les recensements de la population effectués dans la commune depuis 1793. Pour les communes de moins de 10 000 habitants, une enquête de recensement portant sur toute la population est réalisée tous les cinq ans, les populations de référence des années intermédiaires étant quant à elles estimées par interpolation ou extrapolation. Pour la commune, le premier recensement exhaustif entrant dans le cadre du nouveau dispositif a été réalisé en 2006.

En 2022, la commune comptait 459 habitants, en évolution de +1,32 % par rapport à 2016 (Haute-Marne : −4,62 %, France hors Mayotte : +2,11 %).
| 1793 | 1800 | 1806 | 1821 | 1831 | 1836 | 1841 | 1846 | 1851 |
| ---- | ---- | ---- | ---- | ---- | ---- | ---- | ---- | ---- |
| 350  | 391  | 413  | 467  | 467  | 459  | 457  | 478  | 727  |

| 1856 | 1861 | 1866 | 1872 | 1876 | 1881 | 1886 | 1891 | 1896 |
| ---- | ---- | ---- | ---- | ---- | ---- | ---- | ---- | ---- |
| 676  | 698  | 776  | 759  | 859  | 800  | 795  | 800  | 756  |

| 1901 | 1906 | 1911 | 1921 | 1926 | 1931 | 1936 | 1946 | 1954 |
| ---- | ---- | ---- | ---- | ---- | ---- | ---- | ---- | ---- |
| 797  | 733  | 650  | 743  | 416  | 390  | 414  | 417  | 567  |

| 1962 | 1968 | 1975 | 1982 | 1990 | 1999 | 2006 | 2011 | 2016 |
| ---- | ---- | ---- | ---- | ---- | ---- | ---- | ---- | ---- |
| 716  | 794  | 768  | 697  | 590  | 501  | 468  | 479  | 453  |

| 2021 | 2022 | - | - | - | - | - | - | - |
| ---- | ---- | - | - | - | - | - | - | - |
| 454  | 459  | - | - | - | - | - | - | - |

## Économie
Manois était le site d'implantation d'une tréfilerie qui, jusqu'à la crise des années 1980, a employé jusqu'à environ 130 personnes. Fondée au XIXe siècle par une famille de la région, progressivement intégrée dans un grand groupe sidérurgique national après la dite crise économique et nommée Tréfilac jusque vers 2006, elle est devenue depuis la propriété du groupe Arcelor-Mittal qui en a décidé la fermeture à la fin de l'année 2015.

## Culture locale et patrimoine

### Lieux et monuments
L'église : son tabernacle ancien, les boiseries de son chœur

#### Cartes postales anciennes

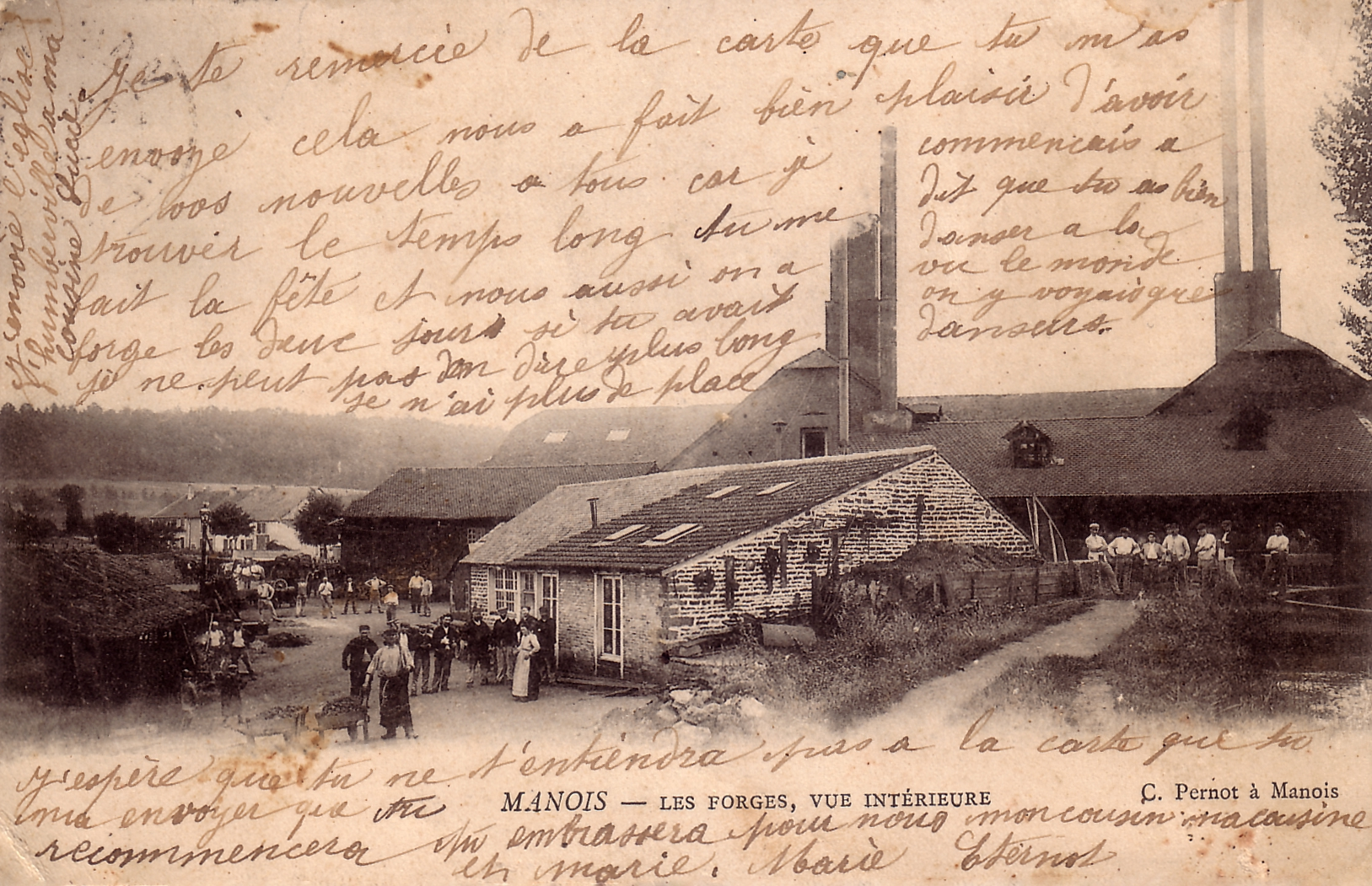
Vue des forges vers 1910.
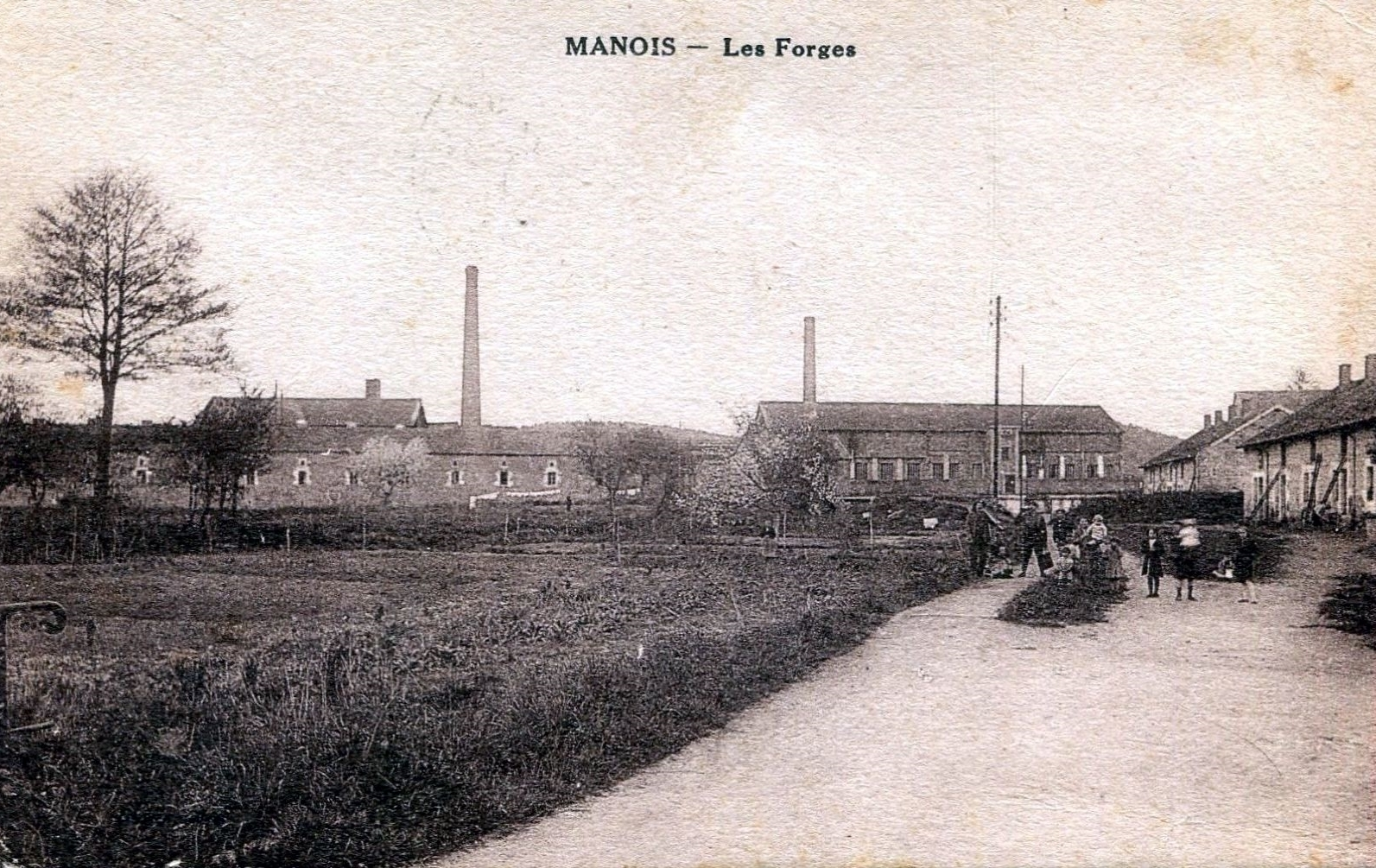
Les forges.
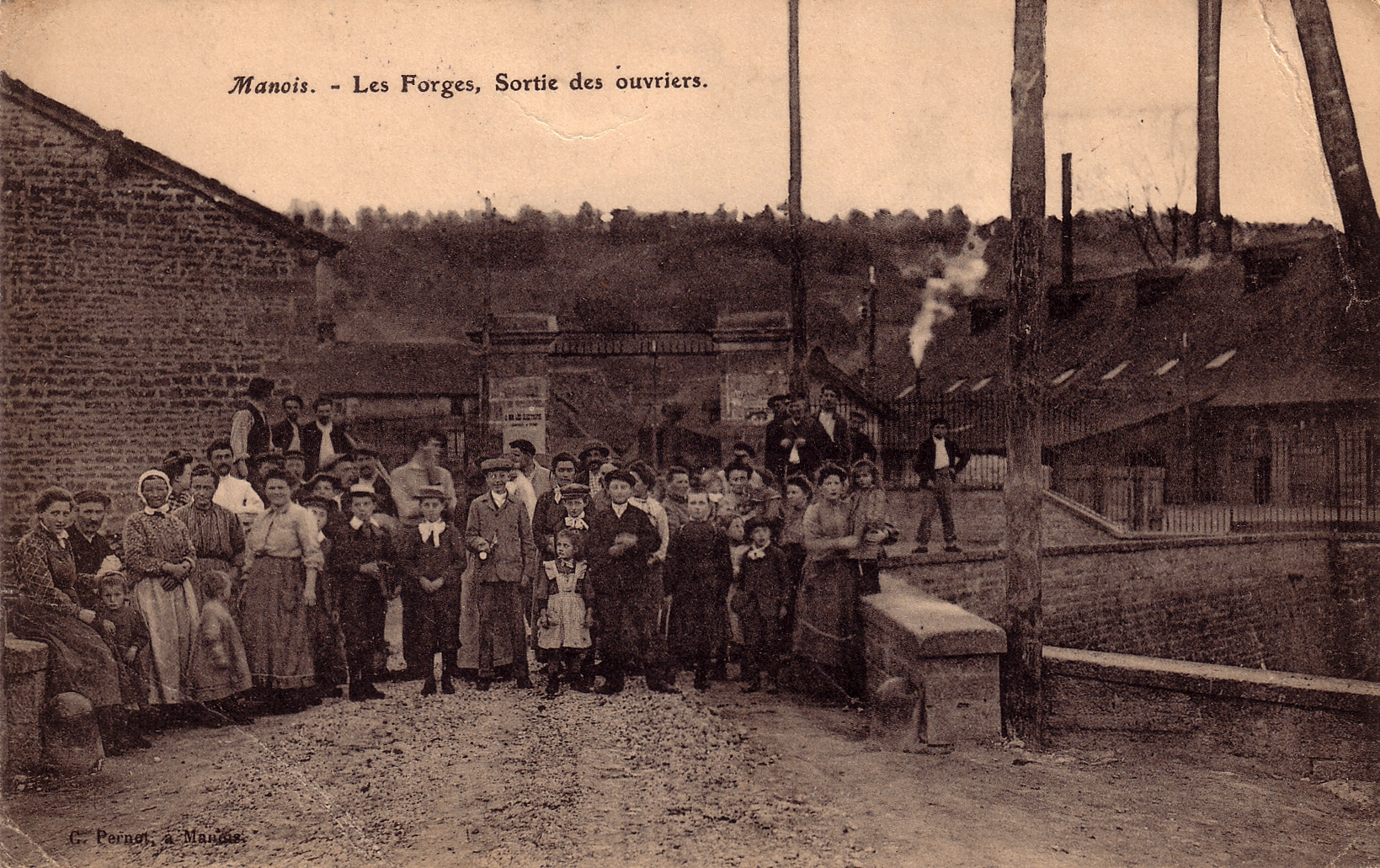
Les ouvriers des forges vers 1910.
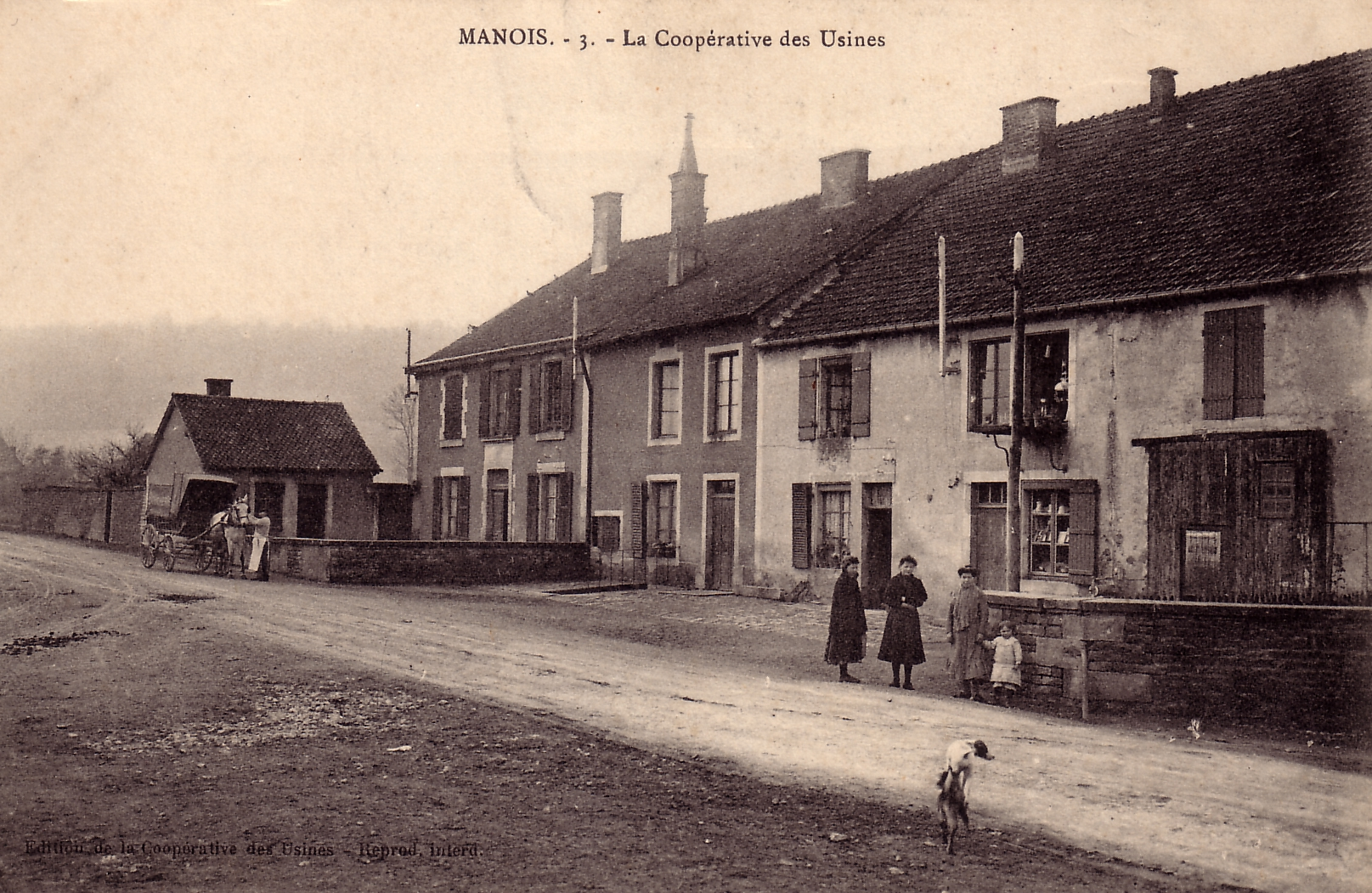
La coopérative.
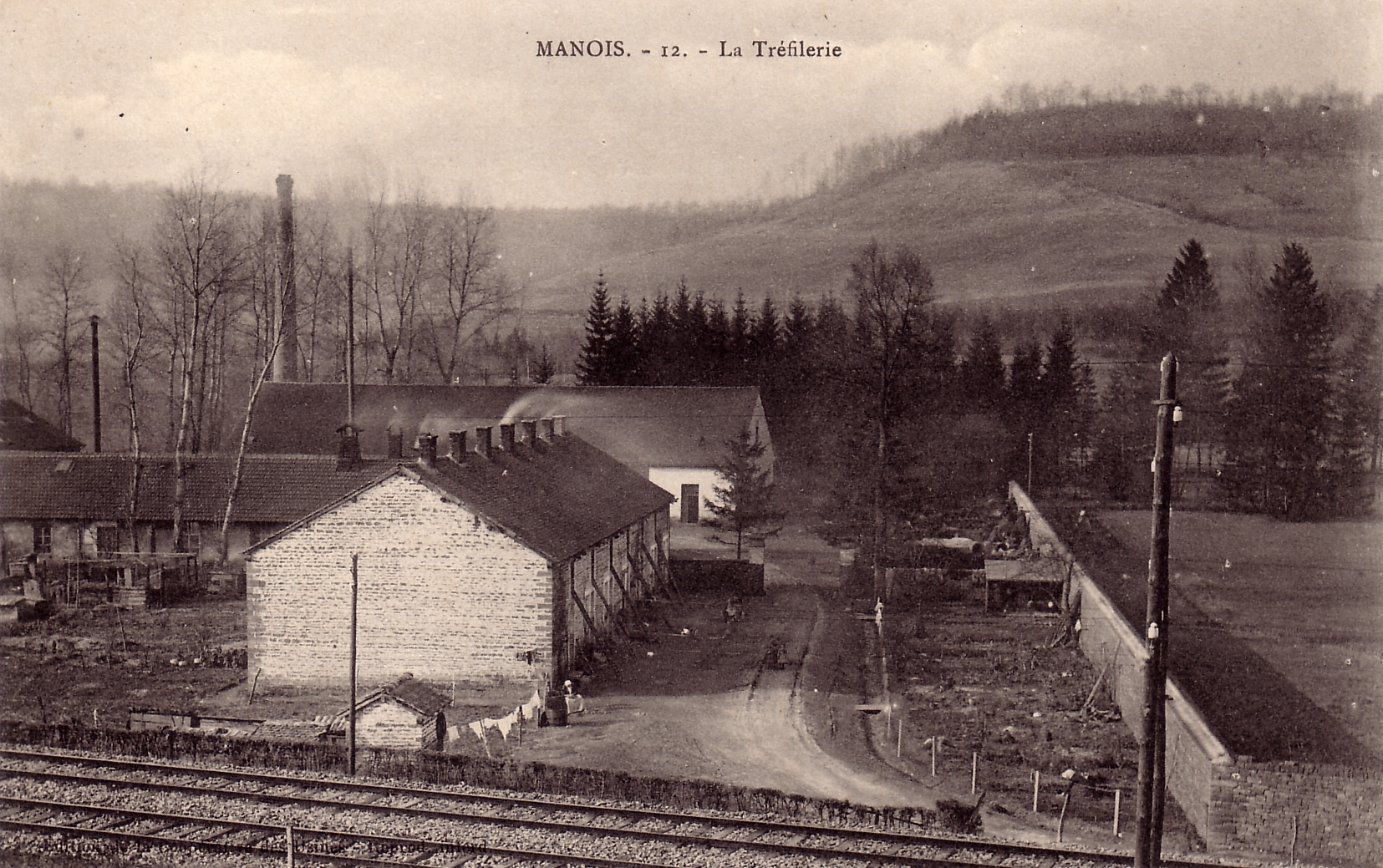
Vue de la tréfilerie.

### Personnalités liées à la commune
- Bruno Sido, sénateur de la Haute-Marne (également Président du Conseil départemental jusqu'à l'interdiction du cumul des mandats).
- André Jeanson (1911-1994), syndicaliste.

### Héraldique
| Blason de Manois | Blason  | De sinople à la fasce ondée d'azur bordée en filet d'argent, accompagnée en chef de deux masses et de deux pinces d'or, passés deux à deux en sautoir et en pointe d'un loup courant du même. |
| Blason de Manois | Détails | adopté par la commune. |